# Mycetophagus salicis
Mycetophagus salicis is een keversoort uit de familie boomzwamkevers (Mycetophagidae). De wetenschappelijke naam van de soort werd in 1862 gepubliceerd door Brisout de Barneville.